# Cheilotrichia (Empeda) rata
Cheilotrichia (Empeda) rata is een tweevleugelige uit de familie steltmuggen (Limoniidae). De soort komt voor in het Oriëntaals gebied.